# Valerio Amoroso
Valerio Amoroso (Cercola, 26 de septiembre de 1980) es un baloncestista italiano que juega en las posiciones de ala-pívot y pívot para el 88ers Civitanova Marche de la Divisione Regionale 1 de Italia. 

## Trayectoria
Formado en la cantera del Sporting Basket Vesuvio, en 1996 pasó a las filas del Pallacanestro Battipaglia junto a su hermano mayor Francesco Amoroso. Su buena actuación en ese club le sirvió para que el Roseto Basket lo reclutase.
Amoroso integró el plantel del Roseto Basket que consiguió el ascenso a la Serie A1 en 2000. Regresó un año y medio después a la Legadue como refuerzo del Scafati Basket. En 2003 se sumó al proyecto de la Virtus 1934 Bologna en la Serie B d'Eccellenza, pero volvió para la temporada siguiente al Scafati Basket. Durante ese periodo participó del programa de televisión Battlegrounds: King of the World, el cual estaba basado alrededor de una competición baloncesto callejero auspiciada por la empresa Nike.
Jugando para la Sutor Montegranaro conseguiría un nuevo ascenso a la Serie A1 en 2006. Hasta su retorno en 2013 a la segunda división del baloncesto profesional italiano de la mano del PMS Torino, Amoroso compitió en la liga más importante de su país vistiendo las camisetas del Teramo Basket, del Virtus Bologna y del Victoria Libertas Pesaro, además de la de la Sutor Montegranaro.
En diciembre de 2014 fue contratado por el Pistoia Basket de la Serie A1. Culminó la temporada 2014-15 con ese club, y, para la siguiente, fue fichado por el Juvecaserta, pero a comienzos de 2016 se unió al Fortitudo Bologna, regresando una vez más a la segunda división italiana. 
A partir de esa fecha, Amoroso actuaría en las categorías inferiores de su país con diversos equipos.

## Selección nacional
Amoroso jugó para la selección de baloncesto de Italia en 2009, disputando algunos partidos amistosos y algunos encuentros oficiales por la clasificación al Eurobasket.